# Geldermalsen (plaats)
Geldermalsen (uitspraakⓘ) is een dorp en grootste woonplaats binnen de gemeente West Betuwe in de Nederlandse provincie Gelderland. Op 1 januari 2023 telde Geldermalsen 11.025 inwoners (bron: CBS). In Geldermalsen bevindt zich het gemeentehuis van West Betuwe.

## Ligging
Geldermalsen is gesitueerd in de westelijke uithoek van de provincie Gelderland en bevindt zich centraal in het deel van de Betuwe dat de Tielerwaard genoemd wordt. De gehele noordzijde van Geldermalsen grenst aan de rivier de Linge; op de andere oever bevinden zich de kleinere dorpen Tricht en Buurmalsen. In het zuiden grenst Geldermalsen aan het dorp Meteren.
Een groot deel van het centrum van Geldermalsen, inclusief gebouwen zoals de dorpskerk, ligt buitendijks.
Belangrijke plaatsen binnen een straal van vijftien kilometer rondom Geldermalsen zijn Tiel, Buren, Culemborg, Leerdam en Zaltbommel. 

## Geschiedenis

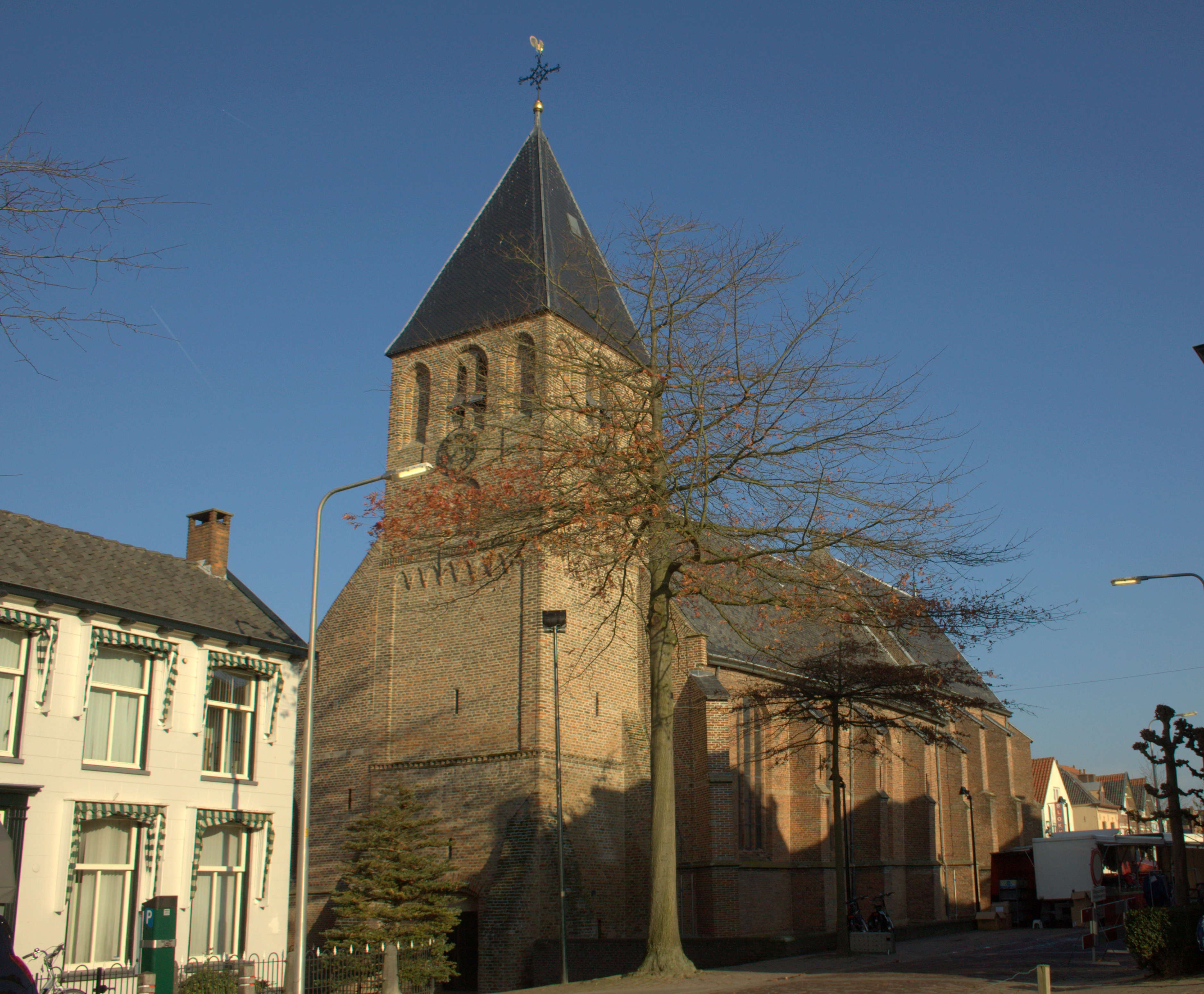
De Centrum- of Suitbertuskerk in het centrum van Geldermalsen. (foto: 2014)

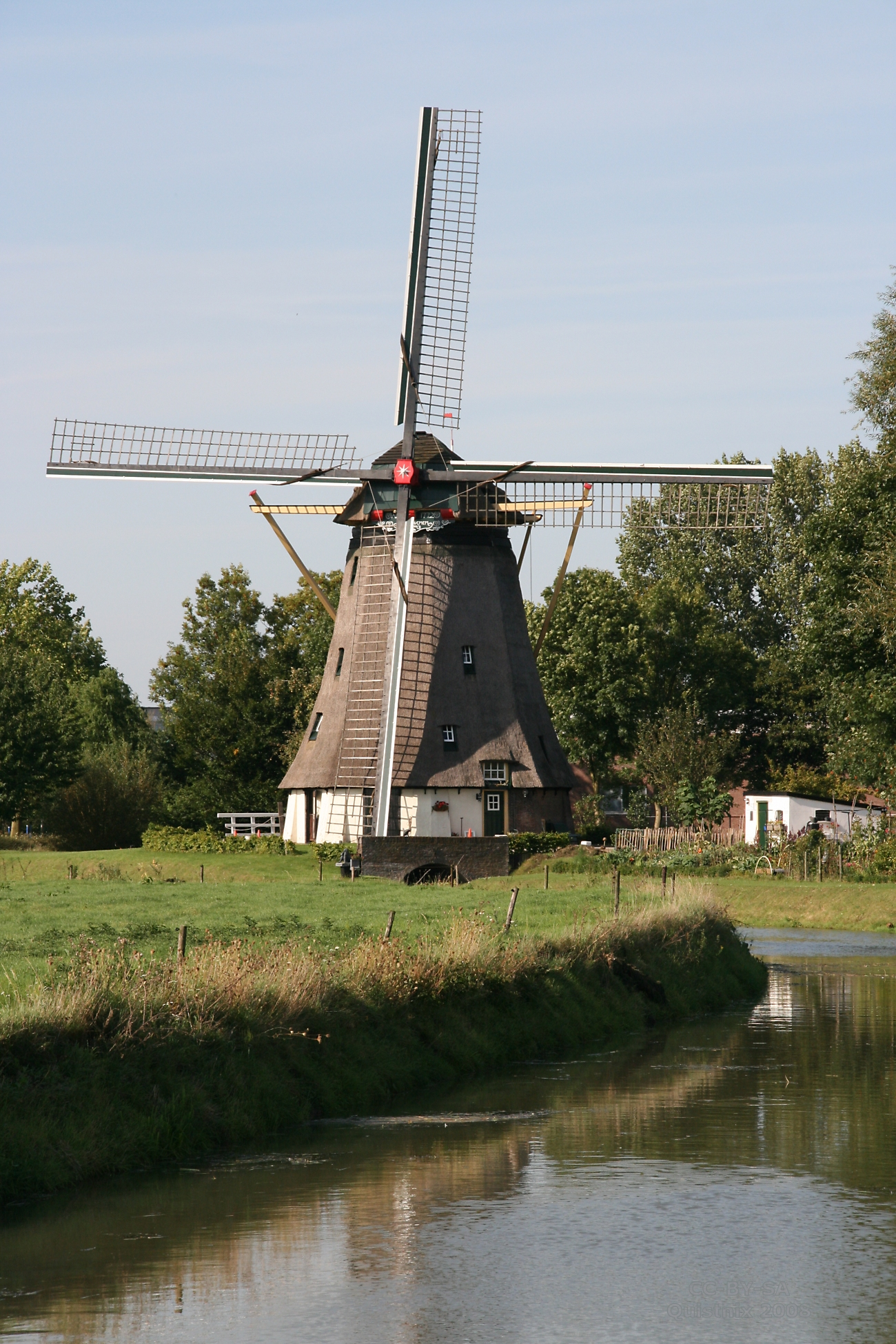
De Watermolen uit 1772. (foto: 2008)

Het bestaan van Geldermalsen wordt voor het eerst gesuggereerd in een oorkonde van 12 augustus 850. Daarin wordt gesproken over Uberan Malsna (later Bovenmalsen/Malsen Superior genoemd), waarmee het tegenwoordige Buurmalsen wordt bedoeld. Dit veronderstelt de aanwezigheid van een Nedermalsen/Malsen Inferior, ten zuiden van de Linge. In latere archiefstukken wordt Geldermalsen onder meer genoemd onder de namen Burchmalsen, 's-Hertogenmalsen, Gelremalsen, Geldermalssum, Geldermalssen en Geldermalsem. Het onderscheid tussen de namen Buur- en Geldermalsen is te verklaren doordat Buurmalsen van oudsher hoorde bij het Graafschap Buren en Geldermalsen tot het Hertogdom Gelre. Geldermalsen werd door de graaf van Gelre, Otto II,  in 1253 in leen gegeven aan de graaf van Bentheim. De bezanten in het gemeentewapen verwijzen nog steeds naar het Wapen van Bentheim.
In het centrum van Geldermalsen bevindt zich de laatgotische dorpskerk uit de 15e eeuw, ook wel Centrum- of Suitbertuskerk genoemd. De toren van de kerk dateert uit de tweede helft van de 13e eeuw en is in de 15e eeuw verhoogd met een door spitsboognissen versierde klokkenverdieping. De klokkenstoel met klok dateert uit 1460. In de kerk bevindt zich een 15e-eeuws doopvont.
In de 17e eeuw streken leden van de adellijke Zeeuwse familie Van Borssele in Geldermalsen neer, waar zij enkele generaties lang de bestuurlijke boventoon voerden. Jacob van Borssele was de eerste heer van Geldermalsen en kreeg samen met zijn vrouw Maria van Varick een witmarmeren praalgraf in de Centrumkerk. Een kleinzoon van Jacob en Maria, Jan van Borssele, werd directeur van de VOC, en vernoemde een spiegelretourschip naar Geldermalsen. De Geldermalsen verging in 1752 met een uiterst kostbare lading in de Zuid-Chinese Zee en werd in 1984 geborgen.
In 1772 werd even buiten het dorp poldermolen De Watermolen gebouwd. In 1848 kwam er in het dorp korenmolen de Bouwing bij. 
Van 1838 tot 1934 bevond er zich een kantongerecht in Geldermalsen. Het gerecht kreeg in 1883 een eigen gebouw, ontworpen door J.F. Metzelaar en zijn zoon W.C. Metzelaar. 
In 1949 werd de rooms-katholieke Sint-Suitbertuskerk gebouwd naar een sober ontwerp van architect C.H.B. Dionisius. In 1955 werd de Gereformeerde Kerk gebouwd naar een achthoekig ontwerp van architect Egbert Reitsma.
Op 31 januari 1995 werden de inwoners van Geldermalsen gedurende vijf dagen verplicht geëvacueerd vanwege de gevaarlijk hoge waterstand van de Maas en de Waal.

### Kastelen te Geldermalsen
Rond 1070 werd een ronde, tufstenen burcht gebouwd op de plek van de huidige Hervormde kerk. Deze burcht is rond 1134 gesloopt door de graaf van Holland die in oorlog was met de heren van Malsen.
Een tweede kasteel werd ruim 500 meter ten westen van de gesloopte burcht gebouwd, mogelijk al in de 11e eeuw. Dit kasteel stond bekend als Ravestein of het Huis te Geldermalsen. In 1828 liet de toenmalige eigenaar en bewoner Edmond Willem van Dam van Isselt het kasteel deels afbreken en bouwde er een nieuw herenhuis dat "Groot Ravenstein" werd genoemd, in tegenstelling tot "Klein Ravenstein" in Buurmalsen. Op 4 april 1916 werd het publiek verkocht en kort daarna gesloopt. Het kasteel stond in het gebied wat nu wordt omschreven als Zwarte Kamp.

## Dorpsuitbreidingen

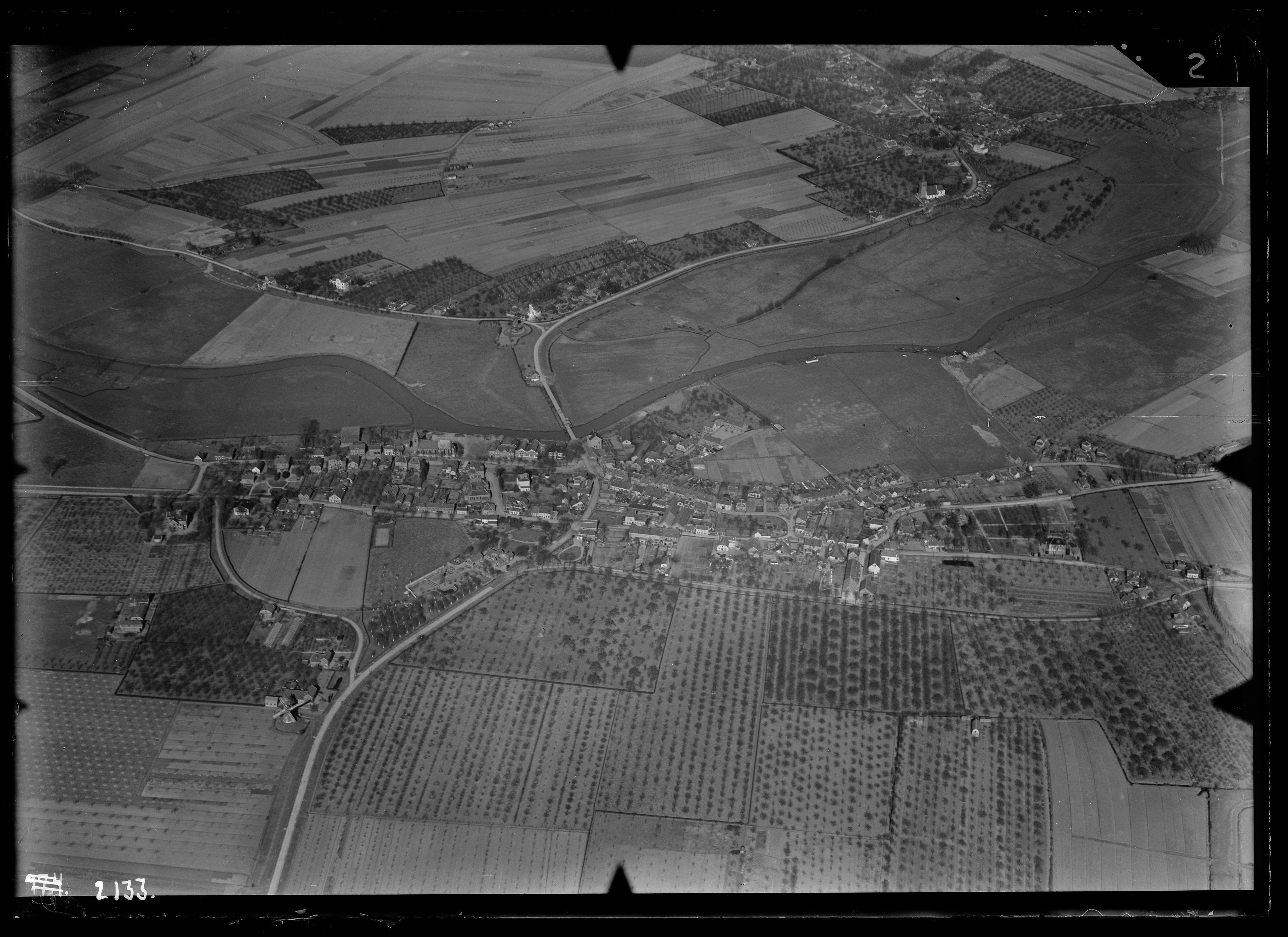
Luchtfoto van Geldermalsen (foto: ca. 1920-1940), Nederlands Instituut voor Militaire Historie.

Oorspronkelijk bestond het dorp Geldermalsen enkel uit Geldermalsen-Centrum en de buurt 't Rot, het huidige Geldermalsen-Oost. Centrum en 't Rot liggen ongeveer 1,5 kilometer uit elkaar en zijn nog altijd met elkaar verbonden door de Willem de Zwijgerweg. In de loop der tijd is het dorp flink uitgebreid. Op chronologische volgorde met de volgende wijken:
- Villadeel Stationswijk (jaren 1920)
- Tuindorp (jaren 1930)
- Oranjebuurt (jaren 1940)
- Rivierenwijk (jaren 1950)
- Emmawijk (jaren 1960)
- Stationswijk (jaren 1960)
- Staatsliedenbuurt (jaren 1970)
- Hooge Hoeven (jaren 1970)
- Boomkamp (jaren 1980)
- Middengebied (jaren 1990)
- Kalenberg (jaren 1990)
- Steenvliet (jaren 2000)
- Lingedonk (jaren 2020)
- De Plantage (jaren 2010/2020)

## Natuur
In Geldermalsen zijn er meerdere parken te vinden. De grootste parken zijn: De Heemtuin en het Lingepark.

## Politiek en Bestuur

### Gemeentebestuur
Geldermalsen is de hoofdplaats en tevens grootste kern van de gemeente West Betuwe. Het gemeentebestuur is gehuisvest in het dorp, in het gemeentehuis van de voormalige gemeente Geldermalsen.

### Heraldiek

Wapen van Geldermalsen

Het wapen van Geldermalsen werd in gebruik genomen op 24 december 1918. De officiële omschrijving luidt: "In keel 19 besanten van goud, geplaatst 4,4,4,4,3. Het schild gedekt met een gouden kroon van drie bladeren en twee parelpunten." De besanten zijn ontleend aan het wapen van Bentheim.

## Evenementen
- Dickens Festijn is een jaarlijks terugkerend evenement in de maand december
- Festivate
- Kermis

## Economie en werk

### Bedrijvigheid
Vanwege haar centrale ligging is Geldermalsen een aantrekkelijke locatie voor bedrijfshuisvesting. Onder meer het landelijke distributiecentrum voor houdbare producten van Albert Heijn en het distributiecentrum van Blokker zijn in Geldermalsen gevestigd. In maart 2025 is er een distributiecentrum van Picnic geopend.
De Chamotte Unie was van 1919 tot en met 1982 in Geldermalsen gevestigd. Het bedrijf was gedurende langere tijd de grootste fabrikant voor vuurvast materiaal in Nederland. 

### Winkelen
In het centrum van het dorp bevinden zich diverse winkels. Er is elke vrijdagavond koopavond. De weekmarkt is op vrijdagochtend.

### Toerisme

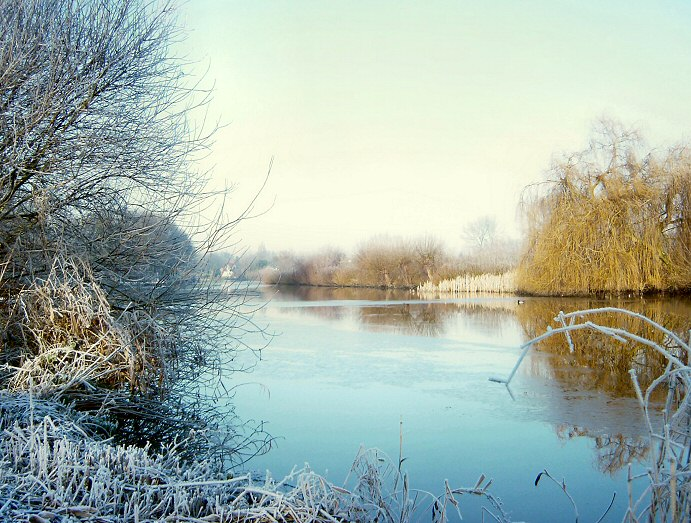
De Linge bij Geldermalsen (foto: 2004)

In het voorjaar oefenen de bloeiende fruitboomgaarden langs de kronkelende lingedijken een grote aantrekkingskracht uit op dagtoeristen. Jaarlijks worden vanuit Geldermalsen de Nationale Rode Kruis Bloesemtocht en de Betuwse Lentetocht georganiseerd.
Geldermalsen beschikt over een jachthaven.

## Onderwijs
Geldermalsen heeft vijf basisscholen, twee middelbare scholen en vier scholen voor hoger onderwijs.

### Basisonderwijs
De Morgenster, D'n Bogerd, Jan Harmenshof, Oranje Nassauschool en Rehobothschool.
De Rijdende school opereert vanuit Geldermalsen.

### Voortgezet onderwijs
- een vestiging van O.R.S. Lek en Linge, de Lingeborgh
- de Ida Gerhardt Academie

### Hoger Onderwijs
- twee vestigingen van ROC Rivor
- Yuverta
- Bouwmensen Rivierenland
- Fruit Tech Campus

## Verkeer en vervoer

### Autoverkeer
Ten zuiden van Geldermalsen loopt de snelweg A15, ten westen de A2. De N327 verbindt het dorp met beide snelwegen. 
De N833 verbindt Geldermalsen met Buurmalsen en Culemborg.

### Spoorwegen

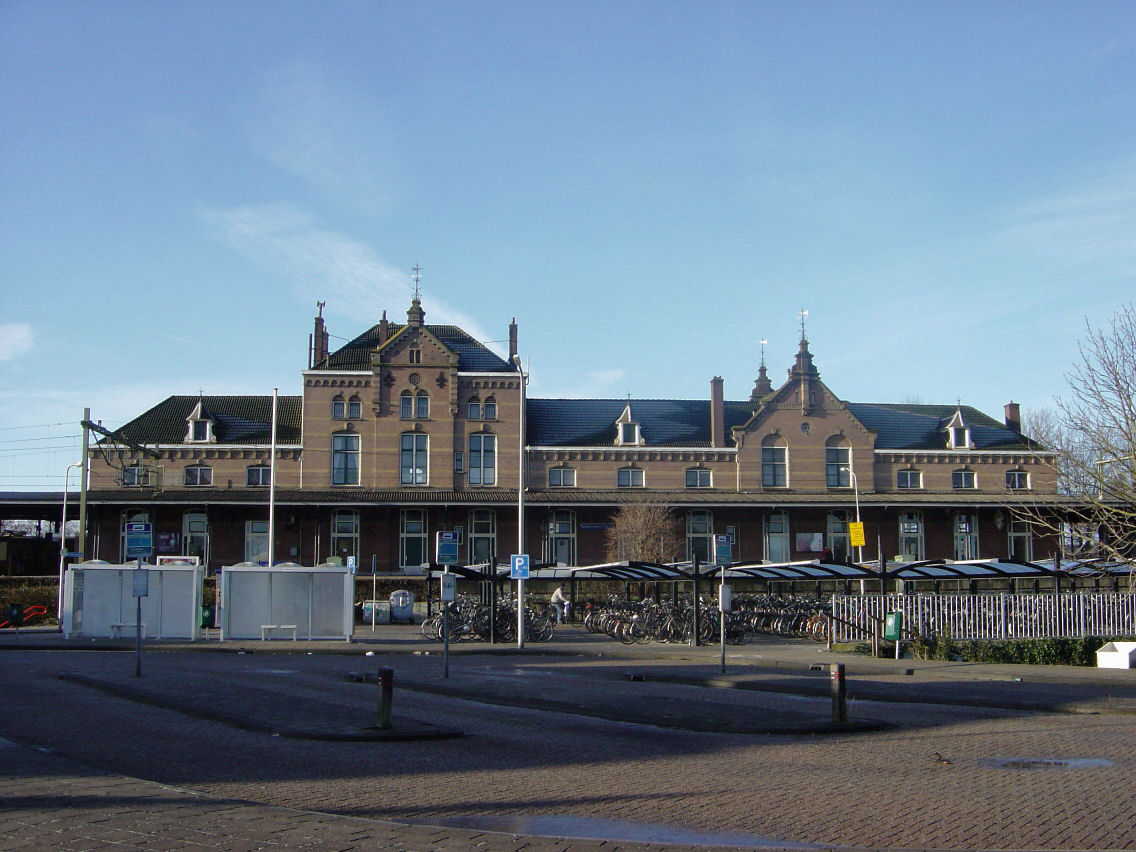
Station Geldermalsen (foto: 2004)

In Geldermalsen bevindt zich sinds 1868 een spoorwegstation. Het station is gelegen aan de spoorlijnen Utrecht - 's-Hertogenbosch en de Betuwelijn, die van Elst naar Dordrecht loopt. Aan deze laatste lijn had Geldermalsen tot 1921 ten zuiden van de plaats eveneens een stopplaats, te weten stopplaats Utrechtsche Straatweg. Het station is sinds 2015 aangesloten op het Randstadspoor en sinds eind 2018 op het R-net.
Ten zuiden van Geldermalsen, parallel aan de A15, loopt de Betuweroute.

### Oeververbindingen

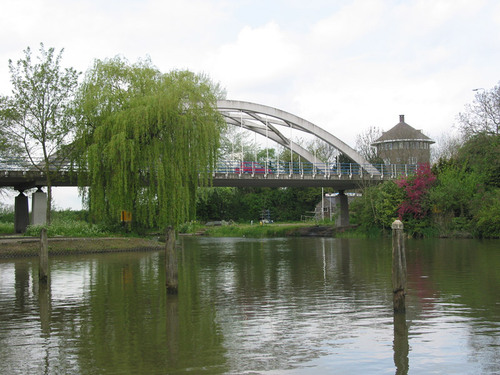
De Lingebrug in Geldermalsen (foto: 2007).

Er bevinden zich drie bruggen over de Linge in Geldermalsen. Nabij het centrum van het dorp bevindt zich de Lingebrug, waar de N833 over loopt die Geldermalsen met Buurmalsen en Culemborg verbindt. Ten oosten van het dorp bevindt zich de Julianabrug, die Geldermalsen verbindt met Erichem en Buren. Ten slotte is er nog de Spoorbrug over de Linge, die Geldermalsen met Tricht verbindt.

### Busverbindingen
Geldermalsen is bereikbaar per bus van Arriva Personenvervoer Nederland:
- Lijn 47: Geldermalsen - Gorinchem
- Lijn 260: Geldermalsen - Leerdam
- Lijn 261: Geldermalsen - Meteren - Est
- Lijn 262: Geldermalsen - Buurmalsen - Tricht
- Lijn 543: Tiel - Geldermalsen
- Lijn 647: Enspijk - Geldermalsen - Gorinchem

## Sport en recreatie
- Voetbalvereniging GVV Geldermalsen
- Tennisvereniging GLTC
- Hockeyclub HC Geldermalsen
- Korfbalvereniging C.K.V. Animo
- Zwembad Laco Geldermalsen
- Sporthal De Randhorst
- Motorcross MCC Geldermalsen
- Fietscross FCV Geldermalsen
- Wandelvereniging CWSV Prinses Marijke
- Oranjevereniging Geldermalsen
- Scouting Graaf van Gelre
- BVL Fighting

## Religie
Geldermalsen kent verschillende kerkgemeenten, waarvan drie bevindelijk gereformeerde gemeenten, een rooms-katholieke gemeente en twee PKN-gemeenten, waarvan een gereformeerde en een hervormde gemeente. 
Geldermalsen ligt in de zogenaamde Bijbelgordel. Opvallend zijn de grote kerk van de Gereformeerde Gemeente (Bethelkerk) en de zogenaamde kerkboerderij van de Oud Gereformeerde Gemeente in Nederland.
Aan de Meersteeg bevindt zich een kleine joodse begraafplaats.

## Bekende inwoners

### Geboren in Geldermalsen
- Pieter Herbert van Lawick van Pabst (1780-1846), ambtenaar, koopman en resident in Nederlands-Indië
- Lammertje Zondag (1868-1945), eerste Nederlandse vrouwelijke topcrimineel
- Adrianus Gerard Vermeulen (1910-1997), politicus
- George Justinus Kolff (1913-2000), politicus
- Elisabeth van Lidth de Jeude-van Welij (1919-2005), politicus
- Gerard Schuurman (1940-2022), voetballer
- Jan van Gijn (1942-2025), hoogleraar
- Wouter Kusters (1966), filosoof, taalkundige en publicist
- Daniëlle de Jong (2002), voetbalster

### Woonachtig geweest in Geldermalsen
- Edmond Willem van Dam van Isselt (1796-1860), politicus; voorzitter van de Tweede Kamer van 1855-1856
- Eduard Janssens (1908-1989), burgemeester
- J.B. Philibert (1931-2020), ouderling